# 드루피
드루피(Droopy)는 미국 애니메이션의 황금시대의 애니메이션 캐릭터이다. 처진 얼굴을 가진 의인화된 흰색 바셋하운드이다. 1943년 메트로-골드윈-메이어 만화 스튜디오에서 제작한 연극 단편 만화를 위해 텍스 에이버리에 의해 만들어졌다. 본질적으로 에이버리의 다른 MGM 캐릭터인 시끄럽고 엉뚱한 "Screwy Squirrel"의 정반대격인 드루피는 천천히 무기력하게 움직이고 유쾌한 단조로운 목소리로 말하며 비록 인상적인 캐릭터는 아니지만 적들을 속일 만큼 기민하다. 종종 악당이 자신을 비웃으면서 마침내 분노가 터지면 드루피는 우스꽝스러운 몸부림으로 자신보다 몇 배나 큰 적을 물리칠 수 있다.

## 성우
- 프랭크 웰커 (1980, 2002: 톰과 제리 코미디 쇼)
- 코리 버튼 (1990, 1993)
- 빌리 웨스트 (1996-1997)
- 제프 버그먼 (1999-201, 2017-현재, 톰과 제리: 윌리 웡카와 초콜릿 공장)
- 제프 베넷(2002, 톰과 제리의 요술 반지)
- 모리스 라마시(2003-2004)
- 조 알라스키(2004, 2010-2016, 톰과 제리: 로빈 후드 앤 히즈 메리 마우스, 톰과 제리: 잭과 콩나무, 톰과 제리: 스파이 대작전)
- 돈 브라운(2006, 톰과 제리 테일즈)

비공식
- 세스 맥팔레인(2009, 2014, 2017, 패밀리 가이)
- 짐 메스키멘(2012, 매드)

## 카메오 등장
- 누가 로저 래빗을 모함했나 (1988년 6월 22일)
- 톰과 제리 (1992년 영화) (1993년 7월 30일)
- 톰과 제리 (2021년 영화) (2021년 2월 26일)

## 같이 보기
- 톰과 제리 코미디 쇼
- 톰과 제리 키즈 쇼
- 톰과 제리 테일즈